# Столкновение над Анапой
Столкновение над Анапой — крупная авиационная катастрофа, произошедшая в четверг 9 сентября 1976 года близ Черноморского побережья Кавказа к югу от Анапы, когда в небе над Чёрным морем столкнулись два авиалайнера авиакомпании «Аэрофлот» — Ан-24РВ (рейс SU-7957 Гомель—Донецк—Сочи) и Як-40 (рейс С-31 Ростов-на-Дону—Керчь). В катастрофе погибли 70 человек.

## Самолёты

### Ан-24
Ан-24РВ с регистрационным номером CCCP-46518 (заводской — 37308504, серийный — 085-04) был выпущен Киевским авиационным заводом 3 марта 1973 года. Лайнер передали Министерству гражданской авиации СССР, которое к 5 апреля направило его в 105-й лётный отряд Гомельского объединённого авиационного отряда Белорусского управления гражданской авиации авиакомпании «Аэрофлот», где он и эксплуатировался до катастрофы. Общая наработка борта СССР-46518 составляла 4626 циклов «взлёт-посадка» и 6107 часов.
В тот день авиалайнер выполнял регулярный пассажирский рейс SU-7957 из Гомеля в Сочи с промежуточной посадкой в Донецке, а его экипаж из 105-го лётного отряда имел следующий состав:
- Командир воздушного судна (КВС) — Михаил Михайлович Гутанов.
- Второй пилот — Анатолий Антонович Бурый.
- Штурман — Сергей Леонидович Артемьев.
- Бортмеханик — Владимир Александрович Пименов.
- Стюардесса — Ольга Васильевна Харитоненко.

В 12:56 рейс 7957 вылетел из аэропорта Донецк с 5 членами экипажа и 47 пассажирами на борту.

### Як-40
Як-40 с регистрационным номером CCCP-87772 (заводской — 9030713, серийный — 13-07) был выпущен Саратовским авиационным заводом 27 сентября 1970 года. Лайнер передали Министерству гражданской авиации СССР, которое к 16 октября направило его в 78-й лётный отряд Ростовского объединённого авиационного отряда Северо-Кавказского управления гражданской авиации авиакомпании «Аэрофлот», где он и эксплуатировался до катастрофы. Общая наработка борта СССР-87772 составляла 7174 цикла «взлёт-посадка» и 6842 часа.
В тот день авиалайнер выполнял регулярный пассажирский рейс С-31 из Ростова-на-Дону в Керчь, а его экипаж из 78-го лётного отряда имел следующий состав:
- Командир воздушного судна (КВС) — Анатолий Семенович Леденёв.
- Второй пилот — Владимир Яковлевич Гапон.
- Бортмеханик —  Кеворк Каспарович Сандулян.
- Стюардесса — Антонина Анатольевна Ефимкина.

В 12:47 рейс С-31 вылетел из аэропорта Ростов-на-Дону с 4 членами экипажа и 14 пассажирами на борту.

## Катастрофа
Авиадиспетчер Западного сектора Краснодарского районного центра управления воздушным движением работал уже шестой час, когда в 13:30:44 с ним связался экипаж рейса 031 и доложил о входе в зону ответственности сектора и пролёте траверза Краснодара на эшелоне 5700 метров. Получив подтверждение авиадиспетчера, экипаж продолжил полёт, а в 13:34 доложил о пролёте радионавигационной точки (РНТ) Новодмитриевская на эшелоне 5700 метров. В соответствии с правилами эшелонирования данного участка воздушной трассы, эшелон 5700 для рейсов данного направления являлся встречным, а поэтому должен был быть изменён, однако загруженный работой авиадиспетчер упустил этот момент и разрешил рейсу С-31 продолжать полёт по участку Геленджик—Керчь на прежней высоте. В 13:43 с борта рейса 031 доложили о пролёте РНТ Геленджик на высоте 5700 метров, на что диспетчер разрешил следовать до траверза Анапы, при этом вновь забыв дать им указание на изменение высоты.
В это время на той же высоте 5700 метров летел рейс 7957 (Донецк—Сочи). В 13:32 его экипаж связался с авиадиспетчером Западного сектора и доложил о входе в зону ответственности на эшелоне 5700 метров на траверзе Приморско-Ахтарска. В ответ авиадиспетчер разрешил рейсу 7957 следовать на Анапу с сохранением эшелона 5700 метров, так как для данного направления он является попутным. В 13:47 с борта рейса 7957 доложили о пролёте РНТ Анапа, после чего получили разрешение авиадиспетчера следовать к траверзу Джубги на той же высоте.
В 13:51:05 MSK летевшие на высоте 5700 метров и почти в 2 километрах над облаками рейсы SU-7957 и С-31 столкнулись лоб в лоб в точке пересечения трасс (44°33′ с. ш. 37°18′ в. д.) и рухнули в Чёрное море. Все находившиеся на обоих самолётах 70 человек (52 на Ан-24РВ и 18 на Як-40) погибли. Впоследствии обломки Ан-24РВ и отрубленная хвостовая часть Як-40 были найдены на глубине 500-600 метров, также из воды достали почти всех погибших на Ан-24РВ. Фюзеляж Як-40 так и не был найден, как и тела летевших в нём пассажиров и членов экипажа.

## Запись переговоров
| Запись переговоров | Запись переговоров | Запись переговоров                                                                       |
| Время              |                    |                                                                                          |
| ------------------ | ------------------ | ---------------------------------------------------------------------------------------- |
| 13:30:44           | Як-40              | Краснодар, 87772.                                                                        |
|                    | УВД                | 87772-й Краснодар, слушаю.                                                               |
|                    | Як-40              | 772-й, 5700 траверз точки, следую на Керчь. Геленджик рассчитываю в 42 и 45 минут.       |
|                    | УВД                | 87772, я Краснодар, Тихорецк… то есть Новодмитриевскую 5700 доложите.                    |
|                    | Як-40              | Новодмитриевскую.                                                                        |
| 13:32:25           | Ан-24РВ            | Краснодар-контроль, 46518, траверз Приморско-Ахтарска 5700, Анапу рассчитываем 45 минут. |
|                    | УВД                | 46518, разрешил вам следовать 5700, пролёт Анапы докладывайте.                           |
|                    | Ан-24РВ            | 46518, 5700 на Анапу.                                                                    |
|                    | УВД                | Да, ваш азимут 310, удаление 175. На трассе.                                             |
|                    | Ан-24РВ            | Понял.                                                                                   |
| 13:34:12           | Як-40              | Краснодар, 87772, Дмитриевская 5700.                                                     |
|                    | УВД                | 87772 Геленджик, точку Геленджик и пролёт докладывайте 5700.                             |
|                    | Як-40              | Геленджик 5700 доложу.                                                                   |
| 13:43:25           | Як-40              | Краснодар, 87772, Геленджик 5700.                                                        |
|                    | УВД                | 772-й траверз Анапы доложите.                                                            |
|                    | Як-40              | Траверз Анапы доложу.                                                                    |
| 13:47:27           | Ан-24РВ            | Краснодар-контроль, 46518, Анапа 5700. Траверз Джубги рассчитываю 4 минуты.              |
|                    | УВД                | 46518 подтвердил Анапу, по трассе, следуйте траверз Джубги, 5700 докладывайте            |
|                    | Ан-24РВ            | 46518 на 5700, траверз Джубги доложим.                                                   |
| 13:51:05           |                    | Столкновение.                                                                            |

## Расследование
Причиной столкновения рейсов SU-7957 и С-31 стало нарушение правил эшелонирования и технологии работы авиадиспетчера Западного сектора Краснодарского РЦ УВД в части постоянного контроля за движением самолётов с помощью имеющихся средств УВД.